# امپراتور

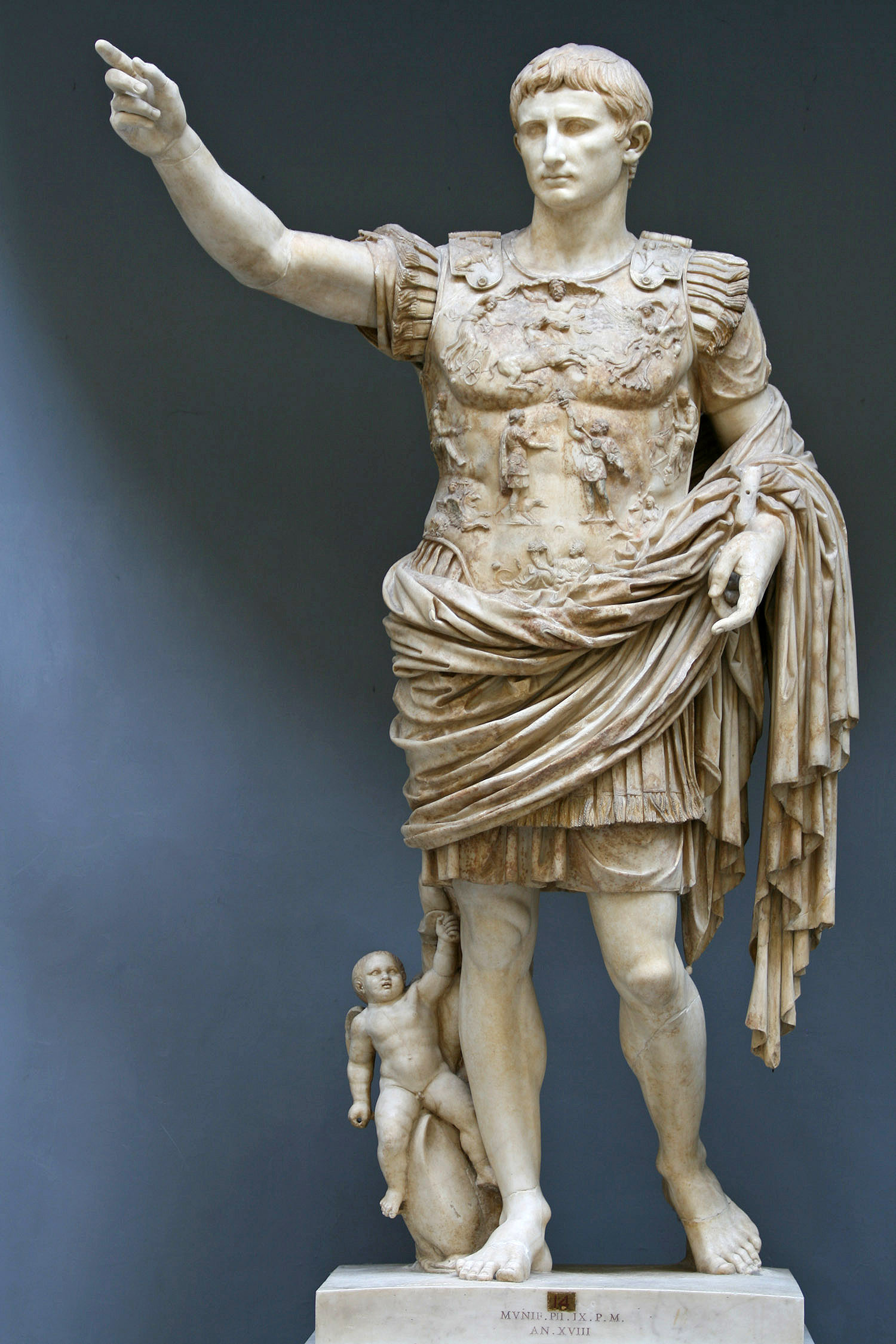
تندیس گایوس اکتاویانوس سزار آگوستوس، نخستین امپراتور امپراتوری روم و جهان که ۴۱ سال سلطنت کرد.

اِمپِراتور (به لاتین: Imperator) یک عنوان سلطنتی لاتین است که در طول تاریخ توسط بسیاری از فرمانروایان اروپایی استفاده شده است. این عنوان در آغاز برای فرماندهان بزرگ ارتش روم باستان به‌کار می‌رفت؛ ولی با سلطنتی شدن روم و از آنجا که شخص فرمانروا فرماندهٔ ارتش روم نیز به‌شمار می‌آمد، در معنای پادشاه به‌کار برده شد. عنوان امپراتور برای پادشاه مردی استفاده می‌شود که بر یک امپراتوری حکومت می‌کند. به زنان امپراتور امپراتریس گفته می‌شود.
کاربرد این عنوان به فقط روم باستان محدود نشد و پس از سقوط امپراتوری روم و در اروپای قرون وسطی نیز امپراتوران بیزانس و روم مقدس انحصار استفاده از این عنوان را در شرق و غرب اروپا در اختیار داشتند. عنوان امپراتور در تاریخ‌نگاری مدرن به‌طور عام و کلی برای توصیف پادشاهان تاریخ چین، ژاپن، هند، ایران، اتیوپی، اینکاها، آزتک‌ها و غیره استفاده می‌شود. به گونه‌ای مبهم، امپراتور بالاترین عنوان سلطنتی و بالاتر از پادشاه یا دیگر عناوین در نظر گرفته می‌شود. در حال حاضر، تنها ژاپن دارای مقام امپراتوری و ناروهیتو تنها امپراتور جهان است.

## واژه‌شناسی
امپراتور یک واژهٔ لاتین است که عنوان سرداران روم باستان بوده است. به نوشتهٔ لغت‌نامه دهخدا، ابتدا در روم سپهسالار قشون را امپراتور می‌خواندند و در روزگاران بعد، چون پادشاهان روم فرماندهی قشون را نیز در اختیار داشتند، این عنوان با پادشاه توأم گردید. در فرهنگ ناظم الاطباء امپراتور چنین تعریف شده: «یک پادشاه مقتدر، مستقل و صاحب تاج و تخت که بر ممالک و نواحی [گوناگون] سلطنت کند.» به نوشتهٔ واژه‌نامه برخط ریشه‌شناسی، ریخت انگلیسی امپراتور (emperor) برگرفته از واژهٔ empereor در فرانسوی باستان به معنی «رهبر» و «فرمانروا» است که خود از واژهٔ لاتین imperator به معنی «فرمانده»، از ریشهٔ imperare به معنای «فرمان دادن» می‌باشد.

## تاریخچه

### در روم باستان و بیزانس

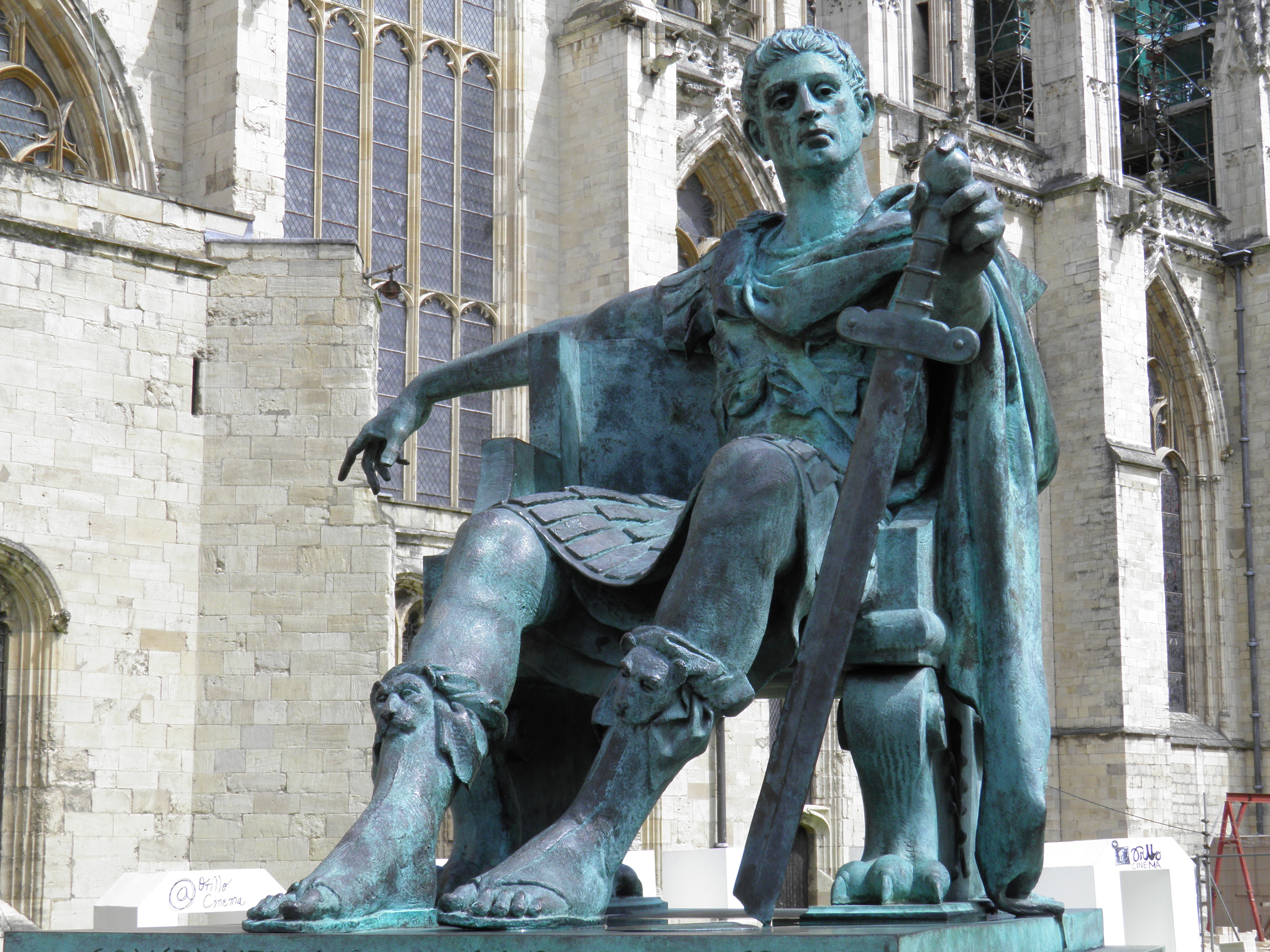
تندیس کنستانتین کبیر، واپسین امپراتور مقتدر روم

در ابتدا، واژهٔ امپراتور به هر فرماندهٔ رومی کامیاب در جنگ از سوی کومیتیا کوریاتا اطلاق می‌شد. بنابراین، در اصل نه یک عنوان رسمی، بلکه یک لقب بود. با این حال، در اواخر جمهوری روم (حدود: ۵۰۹–۲۷ پ.م)، این واژه به عنوان افتخاری ویژه‌ای تبدیل شده بود که توسط سربازان پیروز یا با رأی سنای روم، به عنوان پاداشی برای خدمات برجستهٔ ژنرال پیروز به وی اعطا می‌شد و با این معنا همچنان تا پیش از دوران امپراتوری مورد استفاده قرار می‌گرفت. با این وجود ژولیوس سزار پس از دریافت لقب امپراتور از سوی سنا، جلوه‌ای دیگر بدان بخشید و آن را به صورت یک «نام مستعار» (به لاتین: prænomen) و بیانگر «قدرت مطلق نظامی روم» در نظر گرفت. پس از وی به همان شیوه و با اهمیتی مشابه، سنا عنوان امپراتور را به فرزندخوانده‌اش آگوستوس اعطا کرد. تیبریوس و کلودیوس آن را نپذیرفتند؛ اما پس از آنها لقب امپراتور به عنوان سلطنتی پادشاه روم تبدیل شد که به‌طور رسمی و منظم استفاده می‌شد و در نهایت جایگزین نام پرینسپس شد. هنگامی که زبان یونانی تنها زبان امپراتوری روم شرقی شد، امپراتور گاهی به «باسیلیوس» (به یونانی: βασιλεύς) و گاهی «اتوکراتور» (به یونانی: αὐτοκράτωρ) نیز ترجمه می‌شد. باسیلیوس عنوان یک حاکم بزرگ بود و اتوکراتور به‌ویژه به قدرت استبدادی حاکم اشاره می‌کرد که شخص امپراتور در اختیار داشت. ژوستینین یکم از اتوکراتور برای عنوان رسمی خود و از باسیلیوس به عنوان اصطلاح رایج استفاده می‌کرد.

### در اروپا

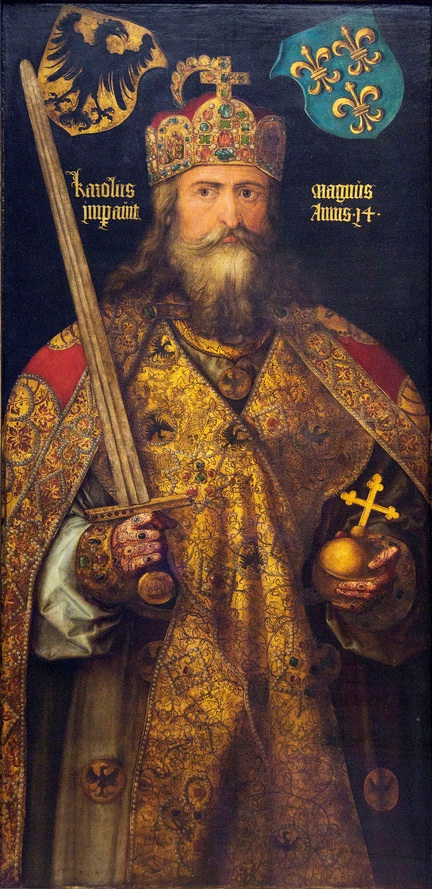
شارلمانی کبیر، نخستین امپراتور مقدس روم

پس از سقوط امپراتوری روم و در اروپای قرون وسطی، شارلمانی کبیر با هدف احیای امپراتوری روم عنوان امپراتور را به‌کار برد که توسط جانشینان فرانسوی، ایتالیایی و آلمانی‌اش، ازجمله امپراتوران مقدس روم، تا زمان کناره‌گیری امپراتور فرانسیس دوم در سال ۱۸۰۶ استفاده شد. شارلمانی پادشاه فرانک‌ها و لومباردها، در روز کریسمس سال ۸۰۰ میلادی، به دست پاپ لئون سوم در رم به عنوان امپراتور تاج‌گذاری کرد. از آن پس تا سقوط قسطنطنیه در سال ۱۴۵۳، تنها دو امپراتور در جهان وجود داشت: امپراتور بیزانس در شرق و امپراتور مقدس روم در غرب.
 تجزیهٔ امپراتوری فرانک به پادشاهی‌های مجزا، منجر به انتقال عنوان امپراتور در سال ۹۶۲ به فرانک شرقی در آلمان تحت پادشاهی اتوی یکم شد که پادشاه ایتالیا نیز بود. از آن پس تا سال ۱۸۰۶، اگرچه همهٔ پادشاهان آلمان تاج‌گذاری شده توسط پاپ امپراتور نبودند، هیچ امپراتوری وجود نداشت که پادشاه آلمان نباشد؛ بنابراین، در عمل رسیدن به تاج و تخت آلمان برای دستیابی به عنوان امپراتور ضروری بود. دکترین امپراتوری در اوایل قرون وسطی شکل گرفته بود. مطابق آن، اگرچه شخص امپراتور در آلمان انتخاب می‌شد، تا زمانی که در شهر مقدس (رم) و به دست شخص مقدس (پاپ) تاج‌گذاری نمی‌کرد، نمی‌توانست به‌طور رسمی از عنوان امپراتور استفاده کند. از این رو، فرمانروای مقدس روم اگرچه به محض بر تخت نشستن قدرت کامل امپراتوری را در آلمان و ایتالیا به دست می‌گرفت، تا زمان تاج‌گذاری در رم صرفاً خود را «پادشاه رومیان» (به لاتین: Romanorum rex semper Augustus) می‌نامید. در سال ۱۵۰۸، هنگامی که ماکسیمیلیان یکم نتوانست در رم تاج‌گذاری کند، از سوی پاپ ژولیوس دوم اجازه یافت تا خود را «امپراتور منتخب» (به آلمانی: erwählter Kaiser) بنامد. این عنوان توسط فردیناند یکم و همهٔ امپراتوران پس از او، بلافاصله پس از بر تخت نشستن در آلمان استفاده شد و تا سال ۱۸۰۶ عنوان رسمی و سختگیرانهٔ آنها بود که همیشه در اعلامیه‌ها و سایر اسناد رسمی ذکر می‌شد.
بر اساس نظریهٔ قرون وسطی: «تنها یک امپراتور در جهان وجود داشته و می‌توانست وجود داشته باشد که نایب مستقیم خدا، نمایندهٔ وحدت نوع بشر و مردم مسیحی در جنبهٔ دنیوی آن بود». برخلاف پاپ که دقیقاً همین موقعیت را از جنبهٔ معنوی داشت. از این رو در آن اعصار، پادشاهان و نویسندگان اروپای غربی اصولاً عنوان امپراتوران بیزانس را که در قسطنطنیه سلطنت می‌کردند نمی‌پذیرفتند؛ اگرچه ممکن بود گاهی آن را رسمیت بشناسند. در اروپای شرقی نیز به همین شکل، مشروعیت امپراتور در غرب را انکار می‌کردند و معتقد بودند که امپراتوران مقدس روم صرفاً متجاوزان آلمانی هستند که قلمرو امپراتوری روم غربی را به تسخیر خود درآورده‌اند.
در خارج از حوزهٔ نفوذ آلمان و فرانک‌ها، گاهی پادشاهانی که بر بیش از یک پادشاهی سلطه می‌یافتند، عنوان امپراتور را به خود اختصاص می‌دادند؛ مانند سانچو سوم پادشاه ناوار که پس از ضمیمه کردن پادشاهی لئون در سال ۱۰۳۴ خود را «امپراتور اسپانیا» نامید، آلفونسوی ششم، پادشاه لئون و کاستیا که خود را «امپراتور دو دین» خواند و آلفونسوی هفتم که در سال ۱۱۳۵ لقب «امپراتور تمام اسپانیا» را به خود داد. در شرق، تزار روسیه پتر کبیر در سال ۱۷۲۱ عنوان سلطنتی روسیه را از «تزار تمام روسیه» به «امپراتور تمام روسیه» تغییر داد. ناپلئون بناپارت پس از تثبیت قدرت خویش، در سال ۱۸۰۴ خود را «امپراتور فرانسه» خواند. ادعای او مبنی بر جانشینی شارلمانی، همراه با کنفدراسیون راین تحت فرمانش در آلمان، تهدیدی برای امپراتوری مقدس روم و دودمان هاپسبورگ بود. با درک این وضعیت، فرانسیس دوم برای حفظ مقام امپراتوری، عنوان «امپراتور موروثی اتریش» (به آلمانی: erblicher Kaiser von Österreich) را پیش از آن که امپراتوری مقدس روم به دست ناپلئون در سال ۱۸۰۶ منحل شود، به خود داد. جانشینان او تا سقوط امپراتوری اتریش-مجارستان در سال ۱۹۱۸، این عنوان را حفظ کردند. در فرانسه، ناپلئون سوم از سال ۱۸۵۲ تا زمان برکناری‌اش در ۱۸۷۱، سومین و آخرین امپراتور فرانسه بود. در آلمان، بین سال‌های ۱۸۷۱ و ۱۹۱۸ پادشاهان پروس شامل ویلهلم یکم، فردریش سوم و ویلهلم دوم، قیصر یا همان امپراتور آلمان بودند. در بریتانیا، ملکه ویکتوریا عنوان «امپراتریس هند» را در سال ۱۸۷۶ به خود داد؛ اما نوه‌اش جرج ششم، پس از استقلال هند عنوان امپراتور را از دست داد.

### دیگر موارد

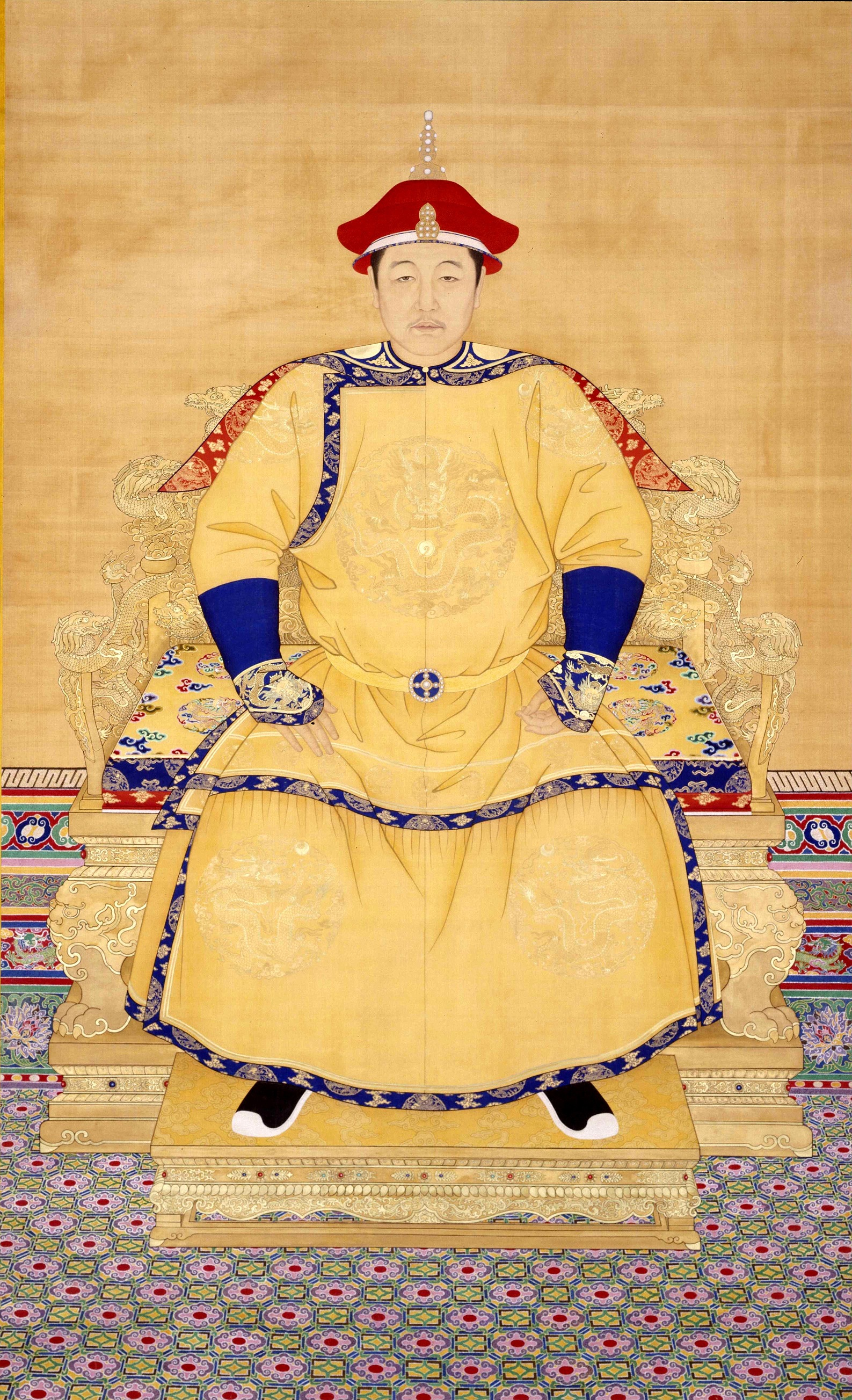
شون‌ژی، امپراتور چین؛ در تاریخ‌نگاری مدرن عنوان «امپراتور» به‌طور عام و کلی برای توصیف پادشاهان تاریخ چین، ژاپن، هند، ایران، اتیوپی، اینکاها، آزتک‌ها و غیره استفاده می شود.

به‌جز در اروپا، پادشاهان دیگری هم با عنوان امپراتور وجود داشته‌اند. این واژه اصطلاحاً برای توصیف بسیاری از پادشاهان غیراروپایی هم به‌کار می‌رود. ژان ژاک دسالین از سال ۱۸۰۴ تا ۱۸۰۶ امپراتور هائیتی بود، شاهزادگان دودمان براگانسا از سال ۱۸۲۲ تا ۱۸۸۹ امپراتوران برزیل و اگوستین د ایتروبیده و دوک اتریشی فردیناند ماکسیمیلیان یوزف به ترتیب از سال ۱۸۲۲ تا ۱۸۲۳ و ۱۸۶۴ تا ۱۸۶۷ امپراتور مکزیک بودند. همچنین در زبان انگلیسی، عنوان امپراتور به‌طور عام و کلی برای توصیف پادشاهان تاریخ چین، ژاپن، هند، اتیوپی، اینکاها، آزتک‌ها و... استفاده می‌شود. در تاریخ‌نگاری مدرن، اصطلاح‌های «امپراتور» و «امپراتوری» در مورد حکومت‌های گوناگون به‌کار می‌رود. بنابراین، امروزه به سختی می‌توان گفت که این عنوان همانند قرون وسطی دارای چه اهمیت و تعریف مشخصی است؛ اگرچه عمدتاً با قدرت نظامی یکه‌سالارانه مرتبط است. به‌طور مبهم تصور می‌شود که «امپراتور بودن» به نوعی تقدم بر «پادشاه بودن» دلالت دارد.
واپسین امپراتوران باقی‌ماندهٔ جهان پس از جنگ دوم جهانی، هایله سلاسی امپراتور اتیوپی و سرانجام هیروهیتو امپراتور ژاپن بودند. عنوان رسمی محمدرضا پهلوی یعنی «شاهنشاه» نیز در منابع غربی آن زمان به امپراتور ترجمه می‌شد. در حال حاضر، تنها ژاپن دارای مقام امپراتوری و ناروهیتو تنها امپراتور جهان است.